# Molophilus lautereri
Molophilus lautereri är en tvåvingeart som beskrevs av Jaroslav Stary 1974. Molophilus lautereri ingår i släktet Molophilus och familjen småharkrankar.
Artens utbredningsområde är Bulgarien. Inga underarter finns listade i Catalogue of Life.